# Quadrilátero cíclico

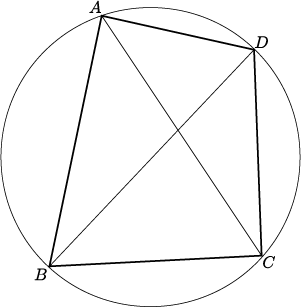
Quadrilátero cíclico.

Um quadrilátero cíclico é um quadrilátero tal que existe uma circunferência que intercepte seus quatro vértices.
Para um quadrilátero convexo, uma condição necessária e suficiente para que seja cíclico é que algum dos pares de ângulos opostos somem  {\displaystyle 180^{\circ }}. Na figura, o quadrilátero {\displaystyle ABCD} é cíclico já que, {\displaystyle {\widehat {A}}+{\widehat {C}}={\widehat {B}}+{\widehat {D}}=180^{\circ }}.
Outra condição necessária e suficiente para que um quadrilátero convexo seja cíclico, é que os ângulos que formam um lado e uma diagonal e o lado oposto com a outra diagonal sejam iguais. Na figura, 
{\displaystyle {\widehat {BAC}}={\widehat {BDC}}}
{\displaystyle {\widehat {ADB}}={\widehat {ACB}}}
{\displaystyle {\widehat {DCA}}={\widehat {DBA}}}
{\displaystyle {\widehat {CBD}}={\widehat {CAD}}}